# 新潟工業短期大学
新潟工業短期大学（にいがたこうぎょうたんきだいがく、英語: Niigata College of Technology）は、新潟県新潟市西区上新栄町5丁目13番7号に本部を置く日本の私立大学。1962年創立、1968年大学設置。大学の略称は工短。
2026年度以降の学生募集を停止し、2027年3月末で廃止となる見込みである。

## 概観

### 大学全体
- 新潟県新潟市西区に所在する日本の私立短期大学で、設置主体は学校法人新潟科学技術学園[2]。
- 1968年に北都工業短期大学として開学[注 3]し、自動車工業科が当初から存在する。1994年度より新学科の設置もなされたが、現在は当初と同じ自動車工業科のみの単科短大となっている。

### 建学の精神（校訓・理念・学是）
- 新潟工業短期大学における建学の精神は「実学一体」となっている。「実学一体」の「実」は実用のことであり、本学で学んだ知識と技術を実際に用いて、社会に役立つ人になって欲しいという願いが込められている。「実学一体」の「学」は学問のことであり、社会がダイナミックに変化し、技術が急速に進化している現代にあっては、日々の勉学が必要であり、学問をおろそかにしてはならないという思いが述べられている。「実学一体」の「一体」は「実」と「学」の単なる合体ではなく「学問を実際に活かし、実際からまた学ぶ」という姿勢を表している。「実学一体」を習得し、積極的に地域社会に貢献できるような技術者になってもらいたいとの願いが込められている。

### 教育および研究
- 新潟工業短期大学 教育基本法及び学校教育法の趣旨にのっとり、自動車工学に関する専門の学術を教授し、その応用能力と豊かな教養と人格を涵養し、もって有用な実践力に富む人材を育成することを目的とする。」
  -     - 自動車工業科「自動車工業科は、自動車工学に関する学理と自動車の整備技術の修得を通じて、自己の人間性をより高く啓発するとともに、学問的情熱と実践力に富む技術者を育成し、もって地域社会に貢献することを目的とする。」
    - 専攻科　自動車工学専攻「専攻科は、短期大学の自動車工学の基礎の上に、より高い学術及び技術を教授研究し、もって広く産業の発展に寄与する人材を育成することを目的とする。」

  - 自動車工学について学び、自動車整備士や電子制御に関する技術者を目指すことができる。

### 学風および特色
- 新潟工業短期大学は開学当初より、自動車整備士の養成に力を入れている。
- 現在、信越地方で唯一の自動車工業系の短期大学となっている。
- 2016年からは電子制御コースを設置し、製造・物流・設備管理といった業界で活躍できる技術者を育成している。
- クラス担任制を取り入れ、学生の就学支援を徹底して行っている。
- 自動車部が盛んで、1998年ホンダ・エコノパワーにて学生の部で1位を獲得している。
- 出身者は県内ほか、北信越・関東・東北などが多い。

## 沿革
- 1962年
  - 新潟高等工学院が創設される。
- 1968年
  - 2月3日 左記を以て文部省[注 4]より短期大学の設置が認可される。[4]
  - 4月1日 北都工業短期大学（ほくとこうぎょうたんきだいがく 英語:Hokuto Technical Junior College[注釈 1]）が以下の学科体制にて開学[注 5]。
    - 自動車工業科 入学定員100名[7]

  - 5月1日 学生数[8]/定員
    - 自動車工業科 90[注釈 2]/100
- 1969年
  - 4月1日 自動車工業科の入学定員を100→150に増員[注 6]。
  - 自動車整備士技能検定規則第18条第6項に該当する大学として認定(運輸省)
  - 新潟県自動車整備振興会技術講習所分教場に指定。
- 1970年
  - 5月1日 学生数[11]/定員
    - 自動車工業科 344[注釈 3]/300
- 1972年
  - 1月28日 専攻科の設置が認められ、以下の課程を設ける[注 7]。
    - 自動車工業専攻 入学定員30名 修業年限1年
- 1982年
  - 4月1日 新潟工業短期大学と名称変更[注 8]。
  - 5月1日 学生数[16]/定員
    - 自動車工業科 248[注釈 3]/300
- 1991年
  - 4月1日 自動車工業科の入学定員を150→250に増員[注 9]。
  - 5月1日 学生数[21]/定員
    - 自動車工業科 513[注 10]/400
- 1992年
  - 5月1日 学生数[注 11]/定員
    - 自動車工業科 595[注 12]/500
- 1994年
  - 4月1日 以下の学科を増設する[24]。
    - 生産システム工学科 入学定員100名

  - 同 自動車工業科の入学定員を250→220に減員[注 13]。
  - 5月1日 学生数[27]/定員
    - 自動車工業科 585[注 14]/470
    - 生産システム工学科 100[注 15]/100
- 1996年
  - 4月1日 専攻科に以下の学科を増設する[28]・
    - 生産システム工学専攻 入学定員16名
- 1998年
  - 4月1日 生産システム工学科の入学定員を100→80に減員[注 16]。
  - 5月1日 学生数[31]/定員
    - 自動車工業科 532[注 17]/440
    - 生産システム工学科 178[注 18]/180
- 1999年
  - 5月1日 学生数[32]/定員
    - 自動車工業科 516[注 19]/440
    - 生産システム工学科 166[注 20]/160
- 2004年
  - 3月31日 左記をもって専攻科における以下の課程を正式に廃止とする[33]。
    - 自動車工業専攻 1年制

  - 4月1日 生産システム工学科の入学定員を80→40に減員[33]。
  - 同 専攻科に以下の課程を置く[33]。
    - 自動車工学専攻 修業年限2年制
- 2005年
  - 4月1日 生産システム工学科をシステムデザイン学科に改称[34]。
- 2006年
  - 3月31日 専攻科における以下の課程については左記をもって正式に廃止とする[35]。
    - 生産システム工学専攻
- 2007年
  - 4月1日 以下の学科については、この年度で学生募集を最終とする[注 21]。
    - システムデザイン学科
- 2008年
  - 4月1日 自動車工業科の入学定員を220→160に減員[36]。
- 2009年
  - 3月31日 以下の学科については、左記をもって正式に廃止とする[37]。
    - システムデザイン学科
- 2012年
  - 4月1日 自動車工業科の入学定員を160→150に減員[38]。
- 2015年
  - 自動車実習棟鉄筋2階建校舎竣工
- 2016年
  - 4月1日 自動車工業科の入学定員を150→120に減員[39]。
  - 同 自動車工業科電子制御コースを設置。
- 2025年
  - 3⽉31⽇ 2026年度以降の学生募集停止を公表。

## 基礎データ

### 所在地
- 新潟県新潟市西区上新栄町5丁目13番7号

### 交通アクセス
- JR新潟駅より新潟交通バス「W1 有明線」に乗車「新潟科学技術学園前」バス停下車。乗車時間は概ね35分程度。
- JR越後線寺尾駅から徒歩約20分。

### 象徴
- 右記資料を参照のこと[注 22]。

## 教育および研究

### 組織

#### 学科
- 自動車工業科 入学定員120名[2]
  - 第一部 1967年の開学予定時における入学定員100名[3]→1968年に開学延期。
  - 第二部 1967年の開学予定時における入学定員60名[3]→不認可

##### 過去にあった学科
- システムデザイン学科 入学定員40名[注 23]

#### 専攻科
- 自動車工学専攻 入学定員10名
  - より高度な自動車工学について学ぶ課程で、2年間の就学で1級小型自動車整備士の取得を目指すことができる。2級ガソリン自動車整備士およびジーゼル自動車整備士の両方の資格を取得した人を対象に、同大学自動車工業科以外にも、短期大学ほか高等専門学校・専修学校専門課程卒業者も入学の対象としている。

##### 過去にあった課程
- 生産システム工学専攻 入学定員16名[43]

#### 別科
- なし

##### 取得資格について
- 自動車整備士受験資格：自動車工業科
- 中古自動車査定士、損害保険募集人資格、ガス溶接技能講習修了資格、危険物取扱者資格、低圧電気取り扱い従事者特別講習修了資格

### 研究
- 『北都工業短期大学研究紀要』[注釈 1]
- 『新潟工業短期大学研究紀要』[45]
- 『中日本自動車短期大学と新潟工業短期大学との相互評価に関する報告書. 平成12年度』[46]ほか。

## 学生生活

### 部活動・クラブ活動・サークル活動
- 新潟工業短期大学のクラブ活動
  - 体育系：バスケットボールほか
  - 文化系：自動車・ＲＣカー・写真・軽音楽ほか

### 学園祭
- 新潟工業短期大学の学園祭は「流麗祭」と呼ばれ毎年、10月に行われる。

### スポーツ
- 本学バスケットボール部が、「全国私立短期大学体育大会」男子の部で優勝するなどの活躍をみせている。

## 大学関係者と組織

### 大学関係者組織
- 新潟工業短期大学同窓会組織がある。

### 大学関係者一覧

#### 出身者
- 佐藤公威 ： プロバスケットボール選手、2005年卒業

## 施設

### キャンパス
- 1号棟・2号棟・実習棟・体育館・グラウンド・テニスコート・図書館・学生食堂・保健室などがある。

## 対外関係

### 他大学との協定
- 放送大学

### 系列校
- 新潟薬科大学
- 新潟医療技術専門学校

## 社会との関わり
- 公開講座を行っている。

## 卒業後の進路について

### 就職について
- 自動車工業科：在学中に取得した資格を活かした職に就く人が多い傾向にある。就職先の一例として新潟スバル自動車・新潟トヨペット・新潟日産自動車・新潟日産モーター・日野自動車・新潟マツダ自動車・新潟三菱自動車販売・日産プリンス新潟販売・フォード新潟など県内の自動車関連企業ほか、信越地方や北陸地方・関東地方・東北地方など概ね北日本・東日本への就職者がほとんどである。

### 編入学・進学実績
- 自動車工業科：石巻専修大学・新潟経営大学・新潟工科大学・福井工業大学・東海大学・新潟工業短期大学専攻科ほか